# Hainrode (Ludwigsau)
Hainrode ist ein Gemeindeteil von Ludwigsau im osthessischen Landkreis Hersfeld-Rotenburg. Das Dorf ist eines der höchstgelegenen Dörfer des Landkreises im Knüllbergland und auch eines der Kleinsten.

## Geographische Lage
Hainrode liegt im Nordostteil des Knüllgebirges rund 13,5 km nordwestlich von Friedlos, dem Sitz der Ludwigsauer Gemeindeverwaltung. Es befindet sich etwas unterhalb der Quelle der Beise, die das Dorf als Fulda-Zufluss durchfließt. Nächster Nachbarort ist das nordnordöstlich auch an der Beise gelegene Ludwigsauer Dorf Ersrode. Das Dorf liegt auf etwa 405 bis 422 m ü. NN; höchster Punkt der Gemarkung Hainrode und der Gemeinde Ludwigsau ist der „Klosterstein“ (531 m ü. NN) mit Gipfellage nahe der Grenze zur westlichen Gemeinde Knüllwald.

## Geschichte
Die älteste bekannte schriftliche Erwähnung von Hainrode erfolgte unter dem Namen Hainrot im Jahr 1197 in einer Urkunde der Reichsabtei Hersfeld.
Waldbau sowie ein nicht mehr betriebener Kalkbruch waren früher die primären Einnahmequellen.
Im Zuge der Gebietsreform in Hessen fusionierten zum 31. Dezember 1971 die bis dahin selbständigen Gemeinden Beenhausen, Ersrode, Hainrode und Oberthalhausen zur neuen Gemeinde Ludwigseck. Diese wurde bereits am 1. August 1972 aufgelöst und kam zur Gemeinde Ludwigsau. Für alle ehemals eigenständigen Gemeinden von Ludwigsau wurde je ein Ortsbezirk mit Ortsbeirat und Ortsvorsteher nach der Hessischen Gemeindeordnung gebildet.

## Bevölkerung
Einwohnerstruktur 2011
Nach den Erhebungen des Zensus 2011 lebten am Stichtag dem 9. Mai 2011 in Hainrode 60 Einwohner. Darunter waren keine Ausländer. Nach dem Lebensalter waren 6 Einwohner unter 18 Jahren, 24 zwischen 18 und 49, 15 zwischen 50 und 93 und 15 Einwohner waren älter. Die Einwohner lebten in 24 Haushalten. Davon waren 6 Singlehaushalte, 6 Paare ohne Kinder und 12 Paare mit Kindern, sowie keine Alleinerziehende und keine Wohngemeinschaften. In 6 Haushalten lebten ausschließlich Senioren und in 12 Haushaltungen lebten keine Senioren.
Einwohnerentwicklung
| Hainrode: Einwohnerzahlen von 1834 bis 2011 | Hainrode: Einwohnerzahlen von 1834 bis 2011 | Hainrode: Einwohnerzahlen von 1834 bis 2011 | Hainrode: Einwohnerzahlen von 1834 bis 2011 | Hainrode: Einwohnerzahlen von 1834 bis 2011 |
| --- | ------------------------------------------- | ------------------------------------------- | ------------------------------------------- | ------------------------------------------- |
| Jahr |                                             |                                             |                                             | Einwohner                                   |
| 1834 | 1834                                        |                                             | 142                                         | 142                                         |
| 1840 | 1840                                        |                                             | 134                                         | 134                                         |
| 1846 | 1846                                        |                                             | 138                                         | 138                                         |
| 1852 | 1852                                        |                                             | 143                                         | 143                                         |
| 1858 | 1858                                        |                                             | 124                                         | 124                                         |
| 1864 | 1864                                        |                                             | 133                                         | 133                                         |
| 1871 | 1871                                        |                                             | 98                                          | 98                                          |
| 1875 | 1875                                        |                                             | 84                                          | 84                                          |
| 1885 | 1885                                        |                                             | 101                                         | 101                                         |
| 1895 | 1895                                        |                                             | 84                                          | 84                                          |
| 1905 | 1905                                        |                                             | 93                                          | 93                                          |
| 1910 | 1910                                        |                                             | 102                                         | 102                                         |
| 1925 | 1925                                        |                                             | 93                                          | 93                                          |
| 1939 | 1939                                        |                                             | 79                                          | 79                                          |
| 1946 | 1946                                        |                                             | 104                                         | 104                                         |
| 1950 | 1950                                        |                                             | 109                                         | 109                                         |
| 1956 | 1956                                        |                                             | 83                                          | 83                                          |
| 1961 | 1961                                        |                                             | 78                                          | 78                                          |
| 1967 | 1967                                        |                                             | 68                                          | 68                                          |
| 1970 | 1970                                        |                                             | 70                                          | 70                                          |
| 1980 | 1980                                        |                                             | ?                                           | ?                                           |
| 1990 | 1990                                        |                                             | ?                                           | ?                                           |
| 2000 | 2000                                        |                                             | ?                                           | ?                                           |
| 2011 | 2011                                        |                                             | 60                                          | 60                                          |
| Datenquelle: Historisches Gemeindeverzeichnis für Hessen: Die Bevölkerung der Gemeinden 1834 bis 1967. Wiesbaden: Hessisches Statistisches Landesamt, 1968. Weitere Quellen: LAGIS; Zensus 2011 |                                             |                                             |                                             |                                             |

Historische Religionszugehörigkeit
| • 1885: | 101 evangelische (= 100 %) Einwohner                               |
| • 1961: | 77 evangelische (= 98,72 %), ein katholischer (= 1,28 %) Einwohner |

## Ortsbild

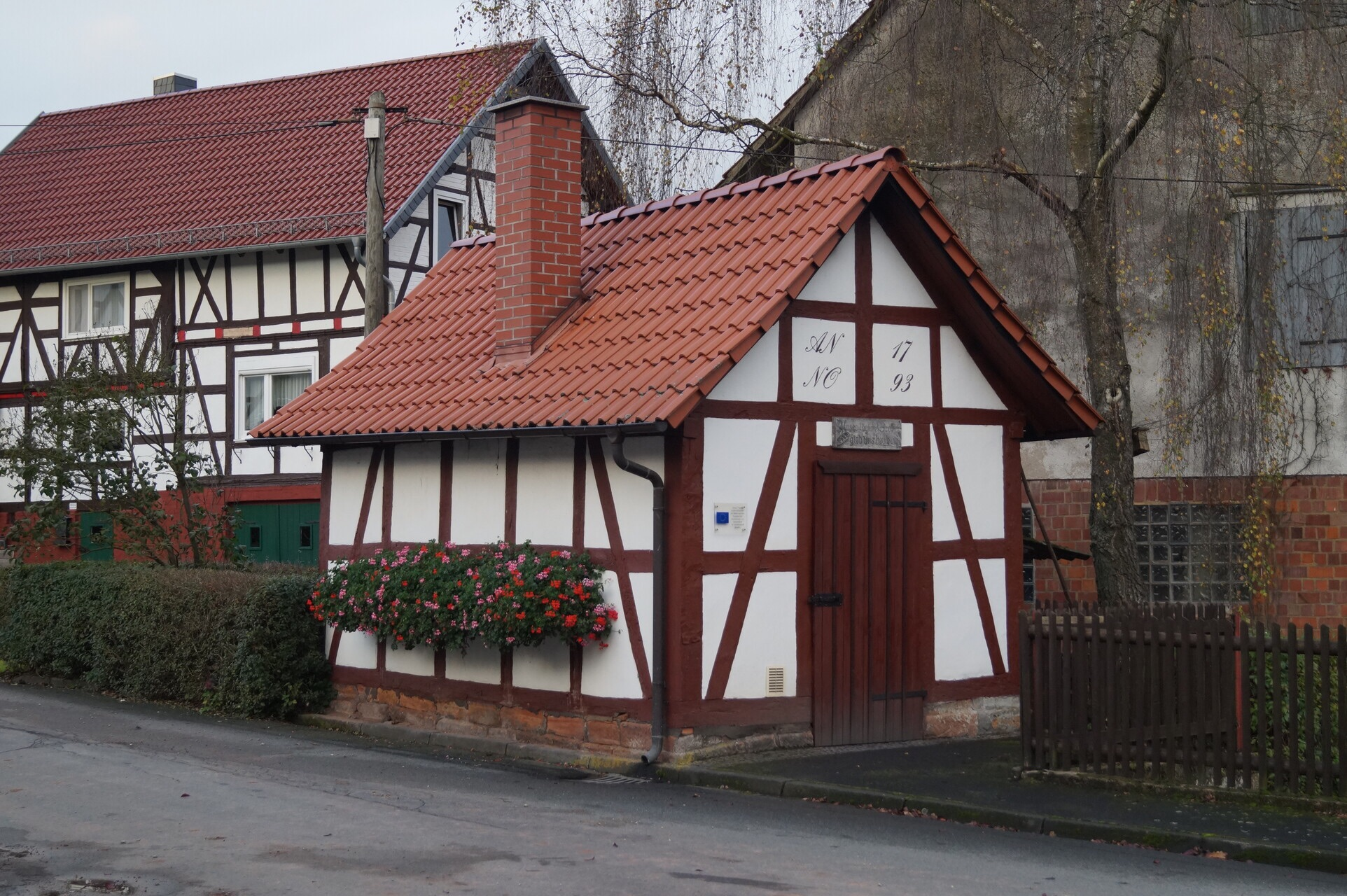
Backhaus

Ein altes Backhaus ist auch heute noch in Betrieb und Mittelpunkt des Ortsteiles. Gemeinsinn und Pflege der Dorfgemeinschaft sind erhalten geblieben. Das Bürgerhaus mit Schlachthaus, der Mehrgenerationenplatz (seit 2020, vorher Kinderspielplatz) sowie das in weiten Teilen in Eigenleistung von der Freiwilligen Feuerwehr erstellte Feuerwehrhaus mit Löschwasserteich sind Ausdruck dieses Engagements.

## Politik
Für Hainrode besteht ein Ortsbezirk (Gebiete der ehemaligen Gemeinde Hainrode) mit Ortsbeirat und Ortsvorsteher nach der Hessischen Gemeindeordnung.
Der Ortsbeirat besteht aus fünf Mitgliedern. Seit den Kommunalwahlen in Hessen 2021 ist der Ortsvorsteher Lothar Geßner.

## Verkehr
Den öffentlichen Personennahverkehr stellt der Nordhessische VerkehrsVerbund (NVV) mit 3 Linien sicher:
- Linie 320 (Bad Hersfeld)
- Line 308 (Rotenburg an der Fulda)
- Linie 423 (Knüllwald Rengshausen)

Der „Beisetal-Mühlen-Radweg“ führt von der Beisequelle bei Hainrode bis zur Mündung in die Fulda in Beiseförth.